# Willem Hoogeveen
Wilhelmus Johannes Arnoldus Maria (Willem) Hoogeveen (Stompwijk, 15 augustus 1946 – Emmeloord, 7 september 2020) was een Nederlandse beeldend kunstenaar.

## Leven en werk
Hoogeveen werd in 1946 in Stompwijk geboren. Aanvankelijk was Hoogeveen werkzaam als metaalbewerker. Daarna werkte hij als tekstschrijver voor Loesje. Hij vestigde zich als beeldend kunstenaar in de Noordoostpolder. Hij begon daar als kunstschilder, later maakte hij objecten in het landschap van de polder, zowel in de Noordoostpolder als in Flevoland. Hij vervaardigde ook tijdelijke objecten in tulpenvelden, door van gekopte tulpen afbeeldingen te maken, die vanuit de lucht zichtbaar zijn.

## Werk in de publieke ruimte (selectie)
- 2013 - Surfvogel - Nagele[3]
- 2011 - Drie bomen en een stekje - Lelystad
- 2010 - Monument Kraggenburg 60 jaar - Kraggenburg
- 2007 - Museum van Geertje - Nagele
- 2007 - Trabant in de klei - Nagele
- 2007 - Vikingschip - Nagele
- 2004 - Dorpsgevoel - Rutten

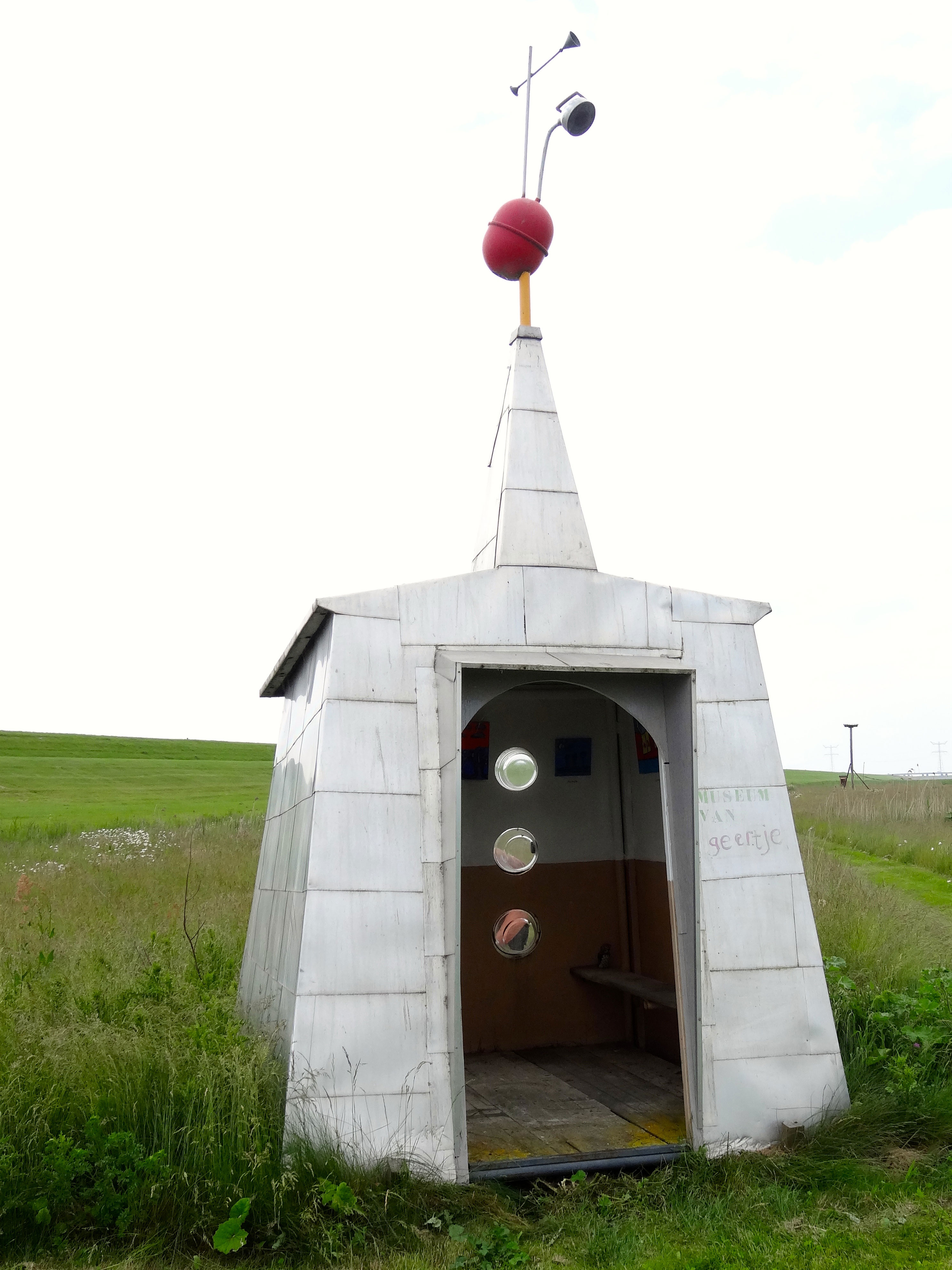
Museum van Geertje
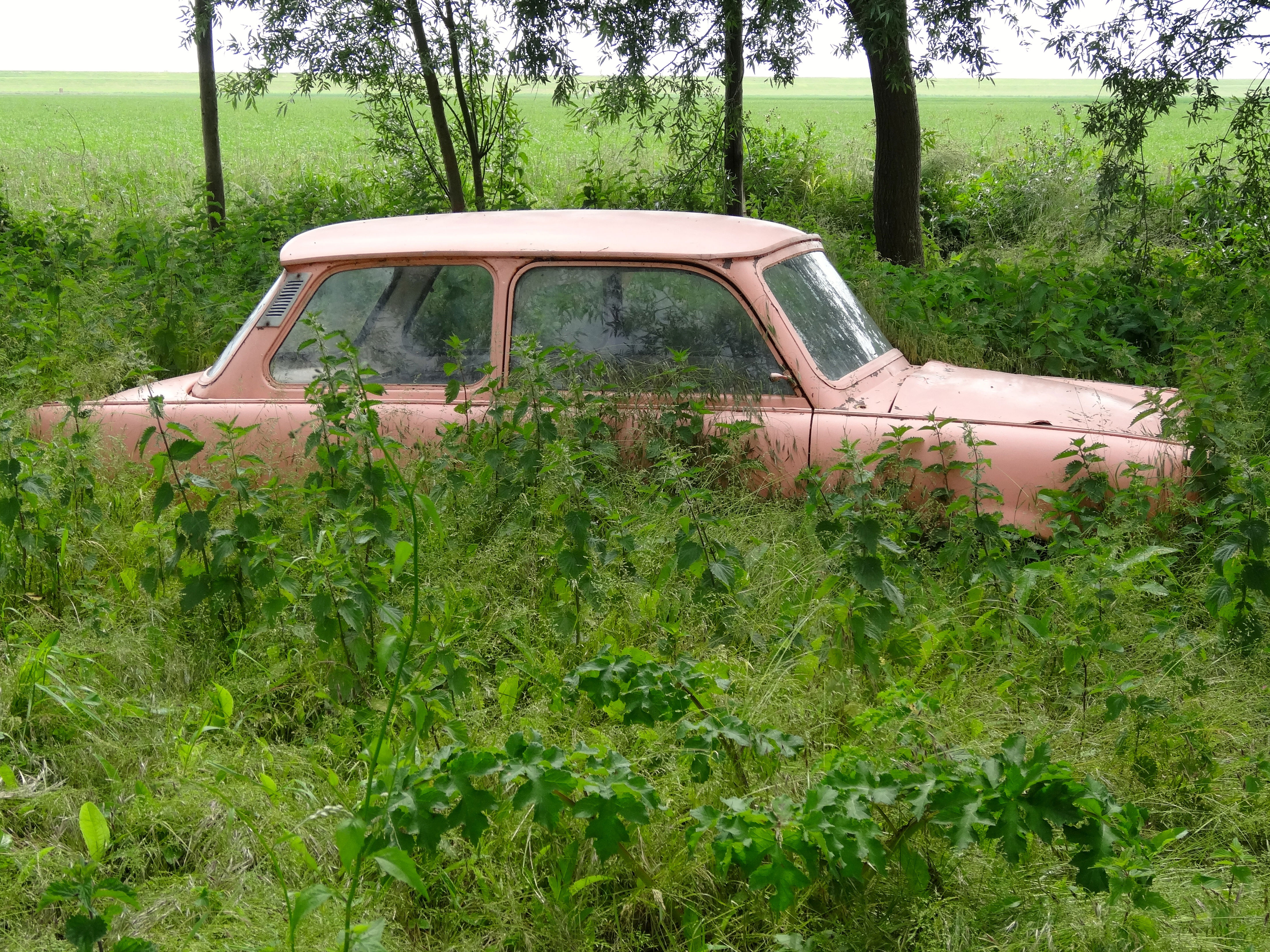
Trabant in de klei
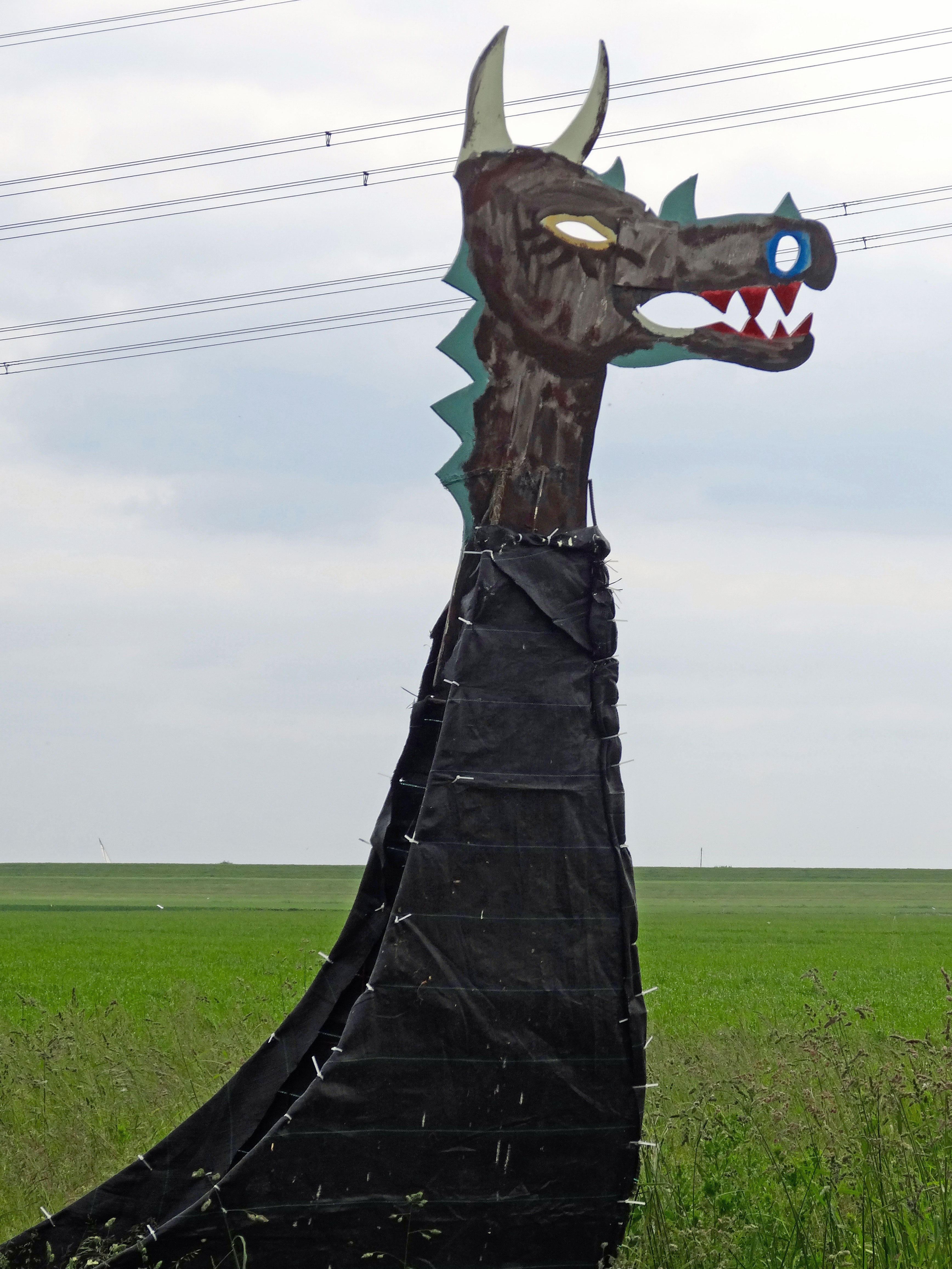
Vikingschip (detail)